# Teoria das línguas atlântico-semíticas

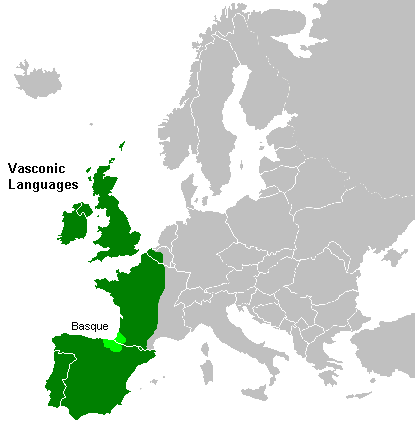
Area de influência do substrato vascónico

As línguas atlânticas de origem semítica (parassemítica) é um conceito controverso em linguística histórica apresentada por Theo Vennemann. A teoria não encontrou muita aceitação nos círculos académicos e é criticada por basear-se em dados vagos e muitas vezes mal interpretados.
De acordo com Vennemann, a difusão da  cultura megalítica europeia está relacionada com marinheiros afro-asiáticos que chegaram à costa atlântica cinco milénios antes de Cristo. Esta cultura megalítica espalhou-se pela europa e atingiu o sul da Suécia em meados do terceiro milénio antes de Cristo. Ele assume que este grupo falava uma língua semítica e formou um superstrato sobre a língua original europeia (vascónico). Vennemann baseia sua teoria sobre a alegação de que as palavras germânicas sem cognatos em outras línguas indo-europeias, muitas vezes pertencem a campos semânticos, que são típicos empréstimos com etimologias semitas, e nas semelhanças entre o paganismo germânico e a mitologia mesopotâmica, por exemplo, o paralelismo entre Freyja e Ishtar, deusas da guerra e do amor.
A ideia de que há uma relação entre as línguas celtas e as línguas afro-asiáticas remonta  a John Davies (1632). Ela foi expandida por John Morris-Jones em 1913 e desenvolvida por Vennemann. Esta posição é apoiada por Pokorny (1927–1949).